# Judedop

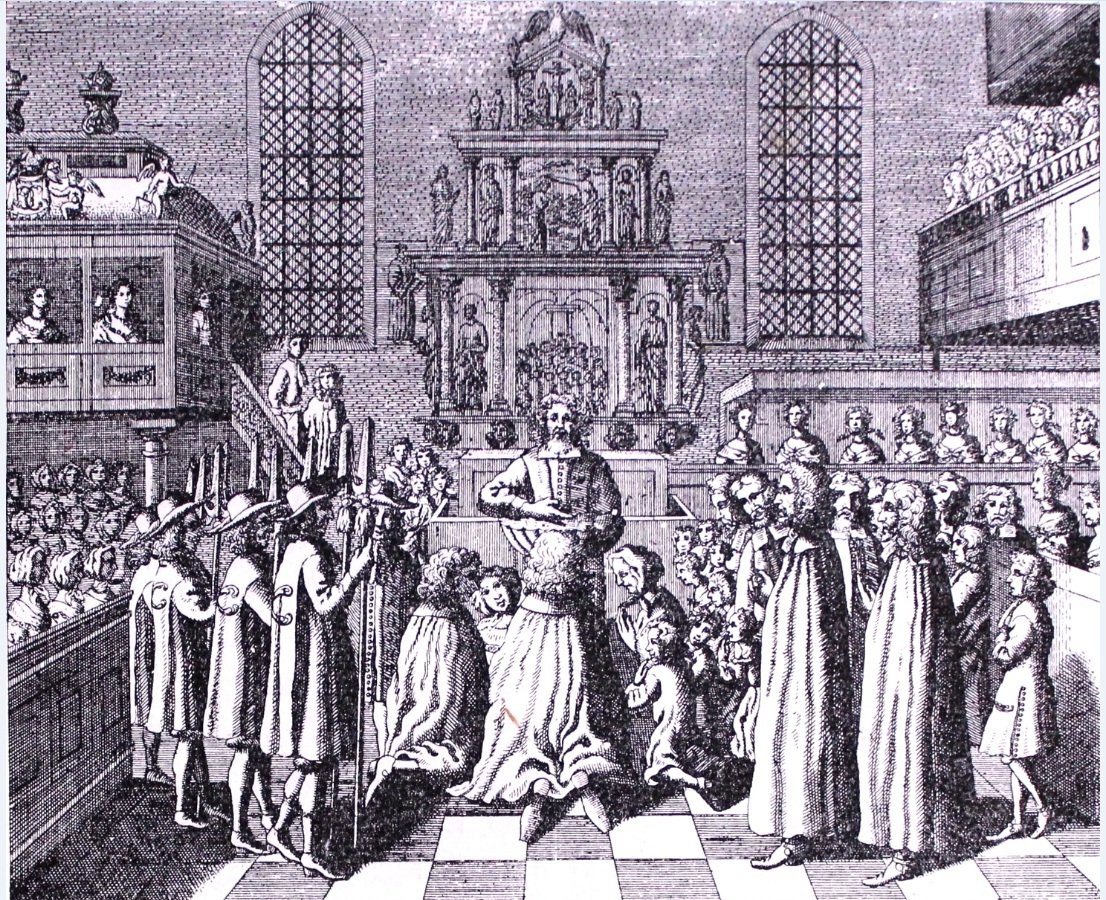
Kopparstick från prästen Christophorus Bezelius, tryckt cirka 1682, föreställade "Det stora judedopet" i Tyska kyrkan.

Judedop kallades de uppmärksammade dop av judar som ägde rum i Sverige på 1600- och 1700-talet.

## Bakgrund
Inte förrän i slutet av 1700-talet blev det tillåtet för judar i allmänhet att bo i Sverige och samtidigt fortsätta utöva sin religion. År 1680 hade judar anhållit om att få bosätta sig i Stockholm, men stadens konsistorium avslog deras begäran. En utväg blev då att formellt övergå till den evangeliska läran – och ett stort antal judar valde också att döpa sig.

## Det stora judedopet
I Stockholms äldre kyrkböcker finns en hel del anteckningar om sådana judedop. Mest uppmärksammad blev den stora ceremoni som ägde rum i Tyska kyrkan i Stockholm den 29 september 1681, då två stora judiska familjer, Israel Mendel och Moses Jacob, lät döpa sig. Det så kallade "stora judedopet" blev en stor händelse och både kung Karl XI och drottning Ulrika Eleonora befann sig på plats som "faddrar". Sammanlagt var det 12 personer ur de två familjerna som döptes.
Ceremonin var en så uppseendeväckande händelse i Stockholm att, förutom kungaparet, även riksänkedrottningen och en mängd ansedda ståndspersoner var på plats i kyrkan. Vid dopceremonien ledsagades judarna av följande representanter för det högre prästerskapet: biskop Carl Carlsson i Västerås, biskop Petrus Bång i Viborg, superintendenten Erland Broman i Karlstad, superintendenten Johannes Gezelius i Narva, pastor primarius Matthias Iser i Stockholm, teol. prof. Samuel Schunck i Uppsala, prof. Mathias Steuchius i Uppsala, kyrkoherde Johannes Vultejus i Riddarholmskyrkan, kyrkoherde Eric Tilasius i Katarina församling, kyrkoherde Aegidius Strauch i Tyska församlingen, kyrkoherde Daniel Unger i Munktorp samt konsistorienotarien Johannes Sigtunius i Stockholm.
Vid dopet fick judarna nya namn som framstod som mer kristna och svenska. Israel Mendel blev döpt till Carl Christian Mandel och hans hustru fick heta Ulrica Eleonora, Moses Jacob döptes om till Gustaf Michael Renatus (= pånyttfödd) och frun fick namnet Hedvig Eleonora. Även barnens namn försvenskades på liknande sätt.

## Senare ceremonier
Det stora judedopet var det första av sitt slag i Sverige, men under det sena 1600- och tidiga 1700-talet ägde en handfull liknande ceremonier rum.
Även de senare omvändelserna firades på liknande sätt. I Karl XI:s dagbok kan man läsa om ett par sådana: 
"1695 den 20 oktober, som var om söndagen, blev en jude döpt uti Stockholm och Tyska kyrkan efter högmässan. Hennes kungl. Maj:t änkedrottningen, Kungl. Maj:t och deras Kungl. Högheter prinsen och prinsessorna voro ock med uti predikan och voro faddrar med samt alle kungl. råden med deras grevinnor, såväl som en hop kavaljerer och fruntimmer och en stor hop biskopar och präster, och största delen utav tyska församlingen voro även faddrar. Han blev kallad Carl."
"1697 den 3 januari, efter högmässan, blev en judinna döpt uti Tyska kyrkan här i Stockholm av magister Strauch. Hon blev kallad Hedvig Ulrika. Hennes kungl. Maj:t änkedrottningen, Hennes kungl. Höghet prinsessan Hedvig Sofia, Förstinnan av Strelitz, hovmästarinnan fru Märta Berens och en stor hop andra grevinnor och fruar voro med faddrar. Manfolksfaddrar voro: Hans kungl. Maj:t, H. k. H. prins Carl, kungl. rådet greve Carl Gyllenstierna, kungl. rådet greve Nils Gyldenstolpe, kungl. rådet greve Didrich Wrangel, kungl. rådet greve Lars Wallenstedt samt en hop andre."